# Anastrepha furcata
Anastrepha furcata är en tvåvingeart som beskrevs av Lima 1934. Anastrepha furcata ingår i släktet Anastrepha och familjen borrflugor. Inga underarter finns listade i Catalogue of Life.